# Solenostoma speciosum
Solenostoma speciosum là một loài rêu tản trong họ Jungermanniaceae. Loài này được (Horik.) Hentschel, Feldberg, Bombosch, D.G. Long, Váňa & J. Heinrichs mô tả khoa học lần đầu tiên năm 2009.